# Archidiecezja Matery-Irsiny
Archidiecezja Matery-Irsiny (łac. Archidioecesis Materanensis-Montis Pelusii, wł. Arcidiocesi di Matera-Irsina) – rzymskokatolicka archidiecezja ze stolicą w Materze we Włoszech. Arcybiskup Matery-Irsiny jest sufraganem arcybiskupa Potenzy-Muro Lucano-Marsico Nuovo.
W 2023 na terenie archidiecezji pracowało 26 zakonników i 30 sióstr zakonnych.
Od 2 lipca 1954 arcybiskup Matery-Irsiny nosi również tytuł opata San Michele Arcangelo di Montescaglioso.

## Historia
Diecezja Matera erygowana została w IX wieku. W XI wieku została archidiecezją metropolitarną.
7 maja 1203 połączono archidiecezje Matera oraz Acerenza tworząc archidiecezję metropolitarną Acerenza i Matera ze stolicą w Acerenze. Istniała ona do 2 lipca 1954, kiedy to papież Pius XII ponownie rozłączył oba arcybiskupstwa i metropolie.
21 sierpnia 1976 archidiecezja Matera została zdegradowana do rangi diecezji oraz zmieniła nazwę na diecezja Matera i Irsina. Jednak już 3 grudnia 1977 Matera ponownie została siedzibą arcybiskupstwa, ale arcybiskup Matery nie stał już na czele metropolii.
30 września 1986 zmieniono nazwę na obecną.

## Arcybiskupi
- Giacomo Palombella (1954−1974)
- Michele Giordano (1974−1987) następnie mianowany arcybiskupem Neapolu
- Ennio Appignanesi (1988−1993) następnie mianowany arcybiskupem Potenza–Muro Lucano–Marsico Nuovo
- Antonio Ciliberti (1993−2003) następnie mianowany arcybiskupem Catanzaro–Squillace
- Salvatore Ligorio (2004−2015) następnie mianowany arcybiskupem Potenza–Muro Lucano–Marsico Nuovo
- Antonio Giuseppe Caiazzo (2016–2025) następnie mianowany arcybiskupem Ceseny-Sarsiny
- Benoni Ambăruș (od 2025)